# Avishay Gal-Yam
Avishay Gal-Yam (1970) es un físico-matemático israelí relacionado profesionalmente con el Observatorio Wise.

## Semblanza
Gal-Yam se graduó en física y matemáticas en la Universidad de Tel Aviv en 1996, donde también se doctoró en el año 2003.
El Centro de Planetas Menores le acredita el descubrimiento del asteroide (137217) Racah avistado el 8 de julio de 1999 en colaboración con Ilan Manulis.